# Espírito Santo (Mértola)
Espírito Santo es una freguesia portuguesa del concelho de Mértola, con 133,98 km² de superficie y 335 habitantes (2011). Su densidad de población es de 2,5 hab/km².